# Phlyctenactis morrisoni
Phlyctenactis morrisoni is een zeeanemonensoort uit de familie Actiniidae.
Phlyctenactis morrisoni is voor het eerst wetenschappelijk beschreven door Stuckey in 1909.